# Amherst (Massachusetts)
Amherst – miejscowość w Stanach Zjednoczonych, w stanie Massachusetts, w hrabstwie Hampshire.
W Amherst mieszkała poetka Emily Dickinson. W mieście znajduje się teraz jej muzeum.
Robert Frost pracował w Amherst College jako nauczyciel języka angielskiego.

## Współpraca
- Nyeri, Kenia
- La Paz Centro, Nikaragua
- Kanegasaki, Japonia

## Galeria

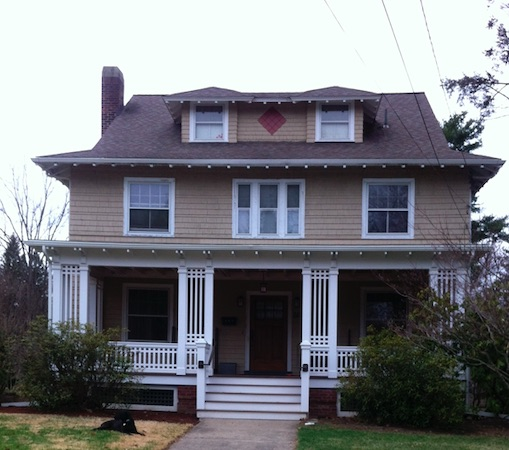
Budynek na Lincoln Ave.
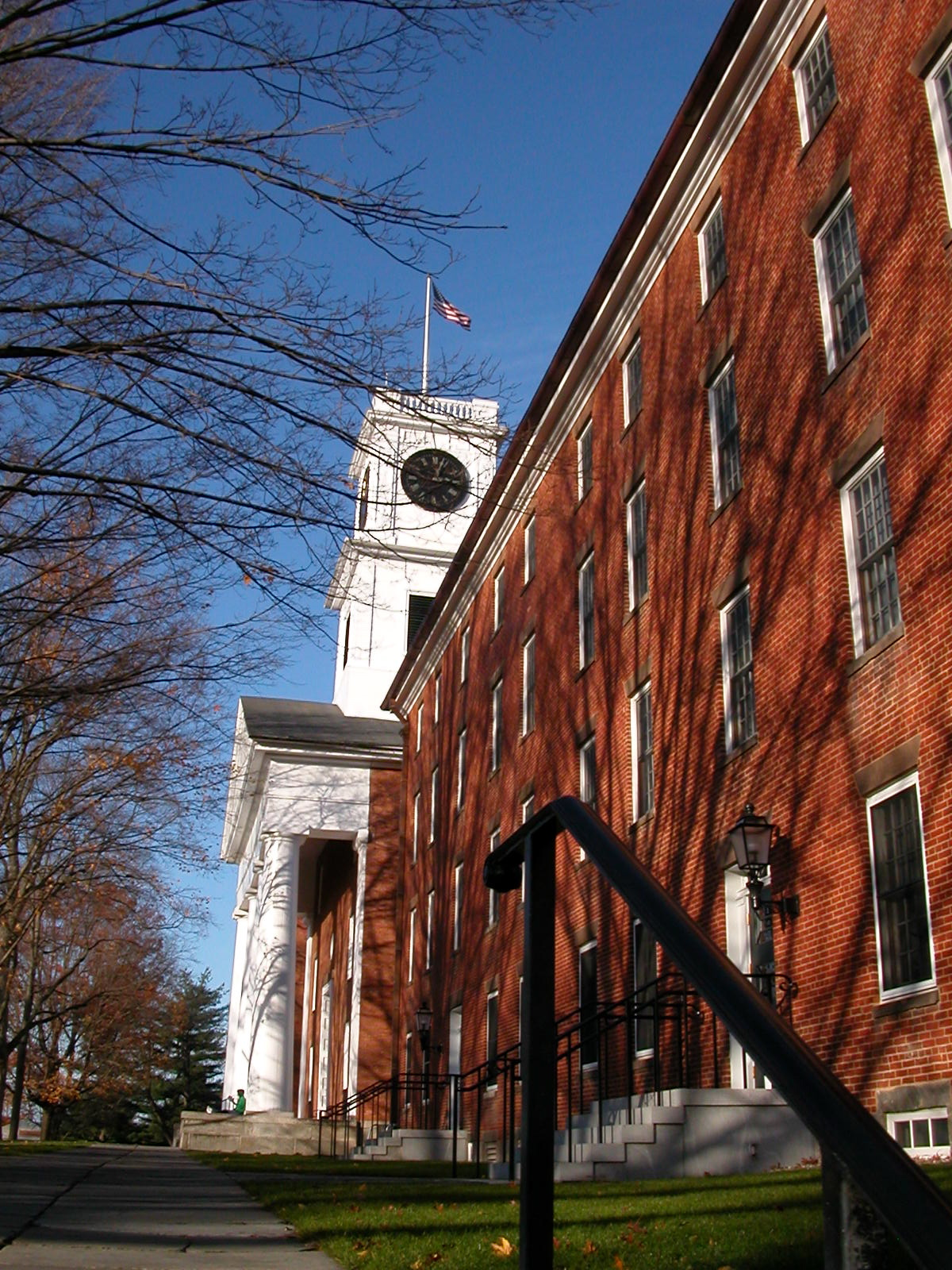
Amherst College
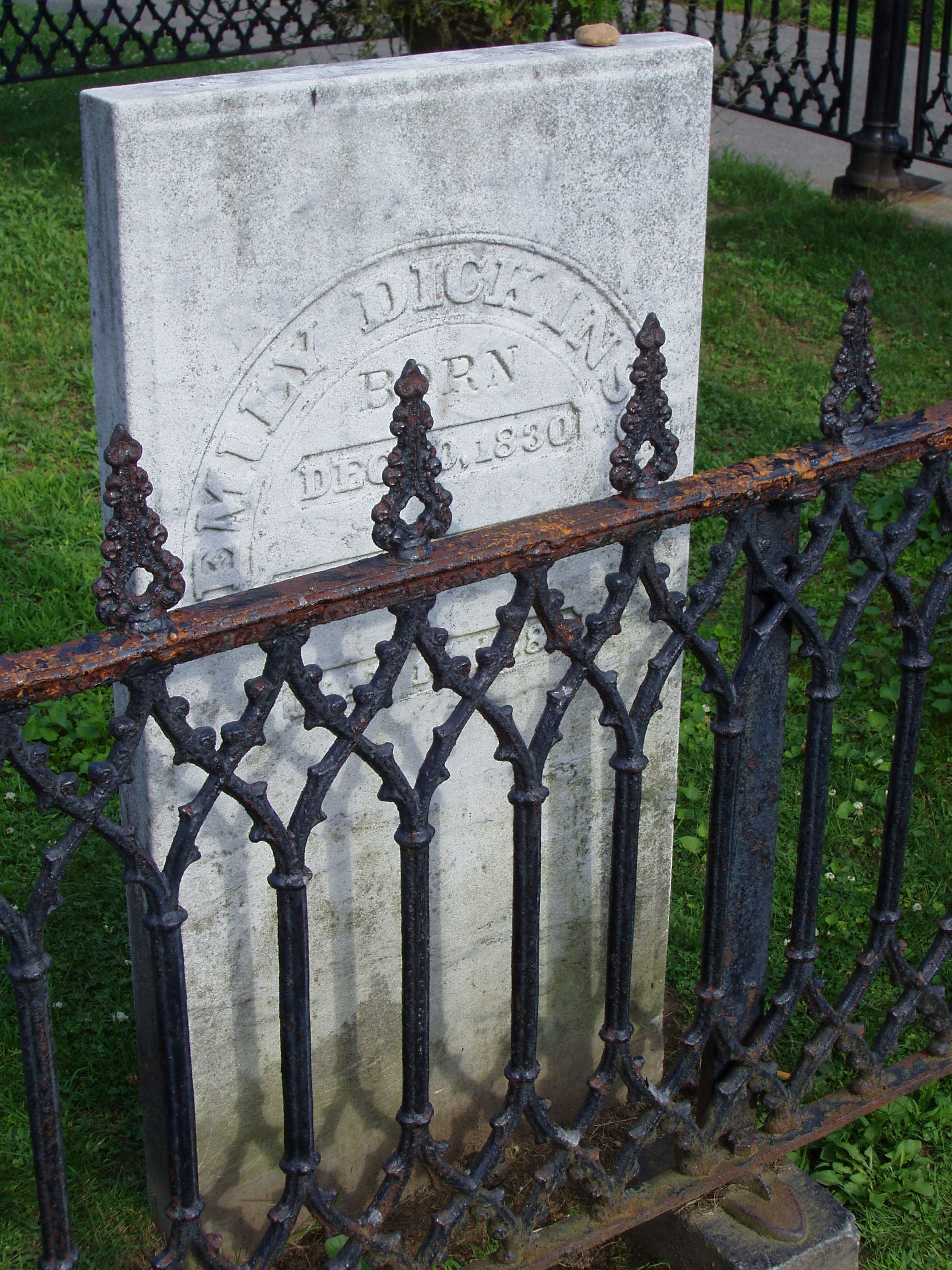
West Cemetry - grób Emily Dickinson
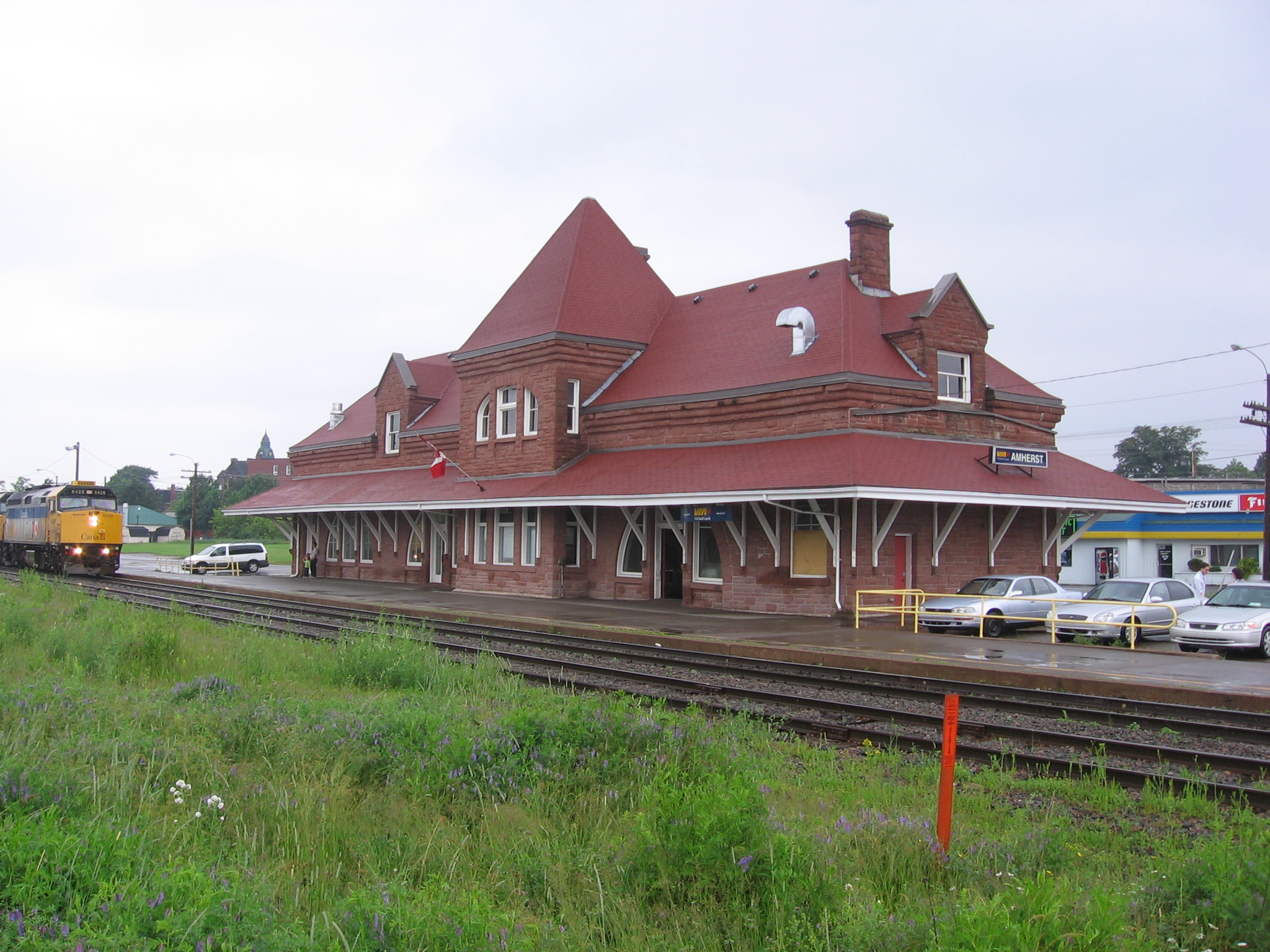
Stacja kolejowa
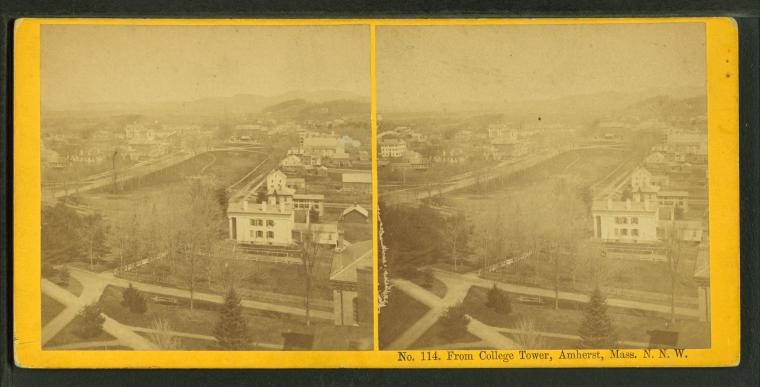
Widok na miasto z wieży College`u - XIX wiek
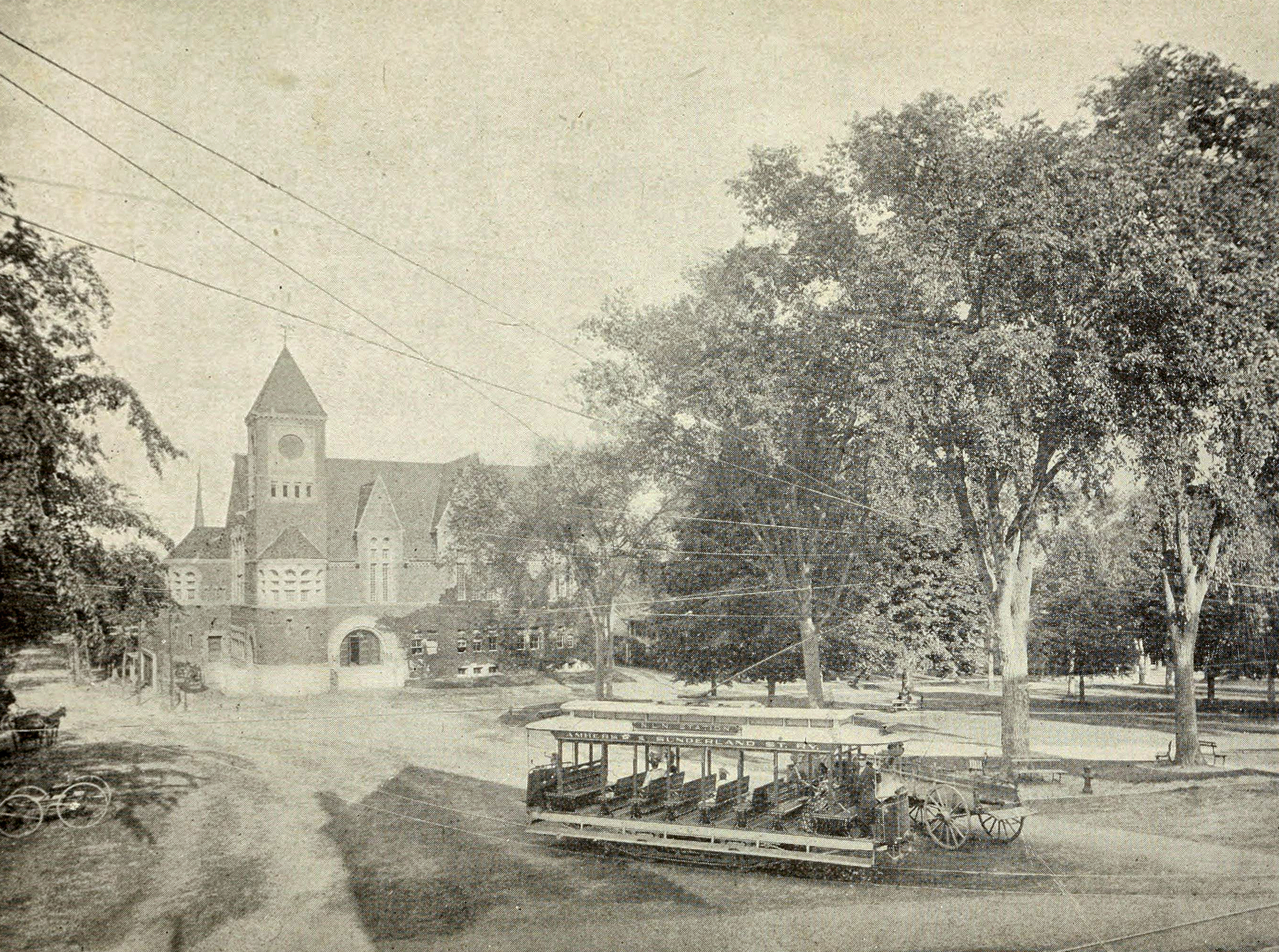
Pojazd uliczny, 1903 r.